# Гановка
Гановка (укр. Ганівка) — село в Сокальской городской общине Шептицкого района Львовской области Украины.
Население по переписи 2001 года составляло 47 человек. Занимает площадь 0,44 км². Почтовый индекс — 80031. Телефонный код — 3257.